# さよならだけどさよならじゃない
「さよならだけどさよならじゃない」は、1991年2月にポニーキャニオンからリリースされた、やまだかつてないWinkの2作目のシングルである。

## 解説
「“T”intersection ～あなたに戻れない～」「クリスマス クリスマス」に続く3曲目の楽曲である。
『邦ちゃんのやまだかつてないテレビ』における番組中の使用曲で「愛は勝つ」が同番組の劇中歌に使われたKANが作曲を手がけたことでも有名となった。

番組内では、この年のJR東日本・ダイヤ改正CM「ジャンジャカジャーン」をモチーフにしたCMパロディが制作され、その中で当曲の告知が行なわれた。
ジャケットに描かれているイラストは作詞を手掛けた山田邦子自身の手によるものである。その後やまかつWinkとしての新曲は発表されず、横山のソロシングルが6月と11月に発表される。
1992年3月25日の番組終了に伴いユニットも解散したため、結果的に本作がラストシングルとなった。
フリーアナウンサーの荘口彰久も自身が主だった担当する番組の最終回の時には必ずと言ってよいほどこの曲をかける。当初、イントロが無くいきなり歌が始まる作曲だったが、番組側から『KANと分かるピアノのイントロが欲しい』との要望から、KAN不在のまま編曲家の小林信吾により「愛は勝つ」風のイントロが作られ、「KANちゃんゴメン」と事後承認となった経緯がある。山田邦子が「最大のヒット曲」と言っている。
2023年10月31日、山田邦子と丘みどりはNHK大阪放送局番組『第23回わが心の大阪メロディー』でこの歌を披露した。

## 収録曲
1. さよならだけどさよならじゃない
  - 作詞:山田邦子／作曲:KAN／編曲:小林信吾
2. さよならだけどさよならじゃない（カラオケバージョン）

## カバー
- 海俊傑 -「永遠的偶像」（1994年発売、広東語版、詞：宋永前）[2]

## 関連作品
- やまだかつてないCD - 本作を収録した邦ちゃんのやまだかつてないテレビのコンピレーション